# 劇場版ポケットモンスター アドバンスジェネレーション ミュウと波導の勇者 ルカリオ
『劇場版ポケットモンスターアドバンスジェネレーション ミュウと波導の勇者ルカリオ』（げきじょうばんポケットモンスターアドバンスジェネレーション ミュウとはどうのゆうしゃルカリオ）は、2005年7月16日から公開されたテレビアニメ『ポケットモンスター』の劇場版第8作である。

## 概要
当初発表されたタイトルは『ミュウと波導の勇者』であったが、後に本作で初公表となるポケモン・ルカリオが加わった『ミュウと波導の勇者 ルカリオ』が正式タイトルとして発表された。
本作は劇場版ポケットモンスターシリーズで初めて伝説・幻のポケモンのいずれにも属しないポケモン（ルカリオ）を目玉とした作品である。
今作も前売り券を買うことによりGBAシリーズのいずれかの作品でミュウを入手することができたためか、前作の約160万枚を超える約175万枚の売上を記録。観客動員数は393万人（公式発表）、国内興行収入は43億円を記録する。2005年の年間邦画ランキングでは2位（同年公開の邦画では1位）の成績を残した。
本作は回想形式ではあるが戦争を描いた作品である。そのため、スポーツであるポケモンバトルとの混合を回避しなければならないこともあってか、初期設定では武器を装備したポケモンがイメージされていたが、最終的には鎧を装備している。その一方でシリーズ内では珍しく、サトシ達と明確に対立する存在(悪役)が登場しない作品でもある。

## あらすじ
数百年前、オルドラン城は戦争に巻き込まれる危機に瀕する。城と運命を共にすると誓う女王の元から、その城に仕える波導使いアーロンは弟子のルカリオの元へと立ち去るが、戦いが始まろうとしたまさにその時、世界のはじまりの樹に光が灯り、戦いは防がれるのだった。
現代に至り、アーロンは城を守った波導の勇者の伝説として語り継がれ、オルドラン城ではその年の勇者を決めるためのポケモンバトルの大会が催されていた。その大会へ参加したサトシは見事優勝し、優勝者にのみ握ることが許された「アーロンの杖」を手にする。すると突然杖に光が灯りアーロンの弟子であったはずのルカリオが飛び出してきたのだった。
信頼していたアーロンに見捨てられた事に憤りを覚えるルカリオ。そんな中、サトシのピカチュウとロケット団のニャースは、ミュウによって「世界の始まりの樹」へと連れ去られてしまう。サトシ達が捜索に向かうも、レジロック・レジスチル・レジアイスの3体や、ポケモン型の巨大な白血球の攻撃を受ける。襲いかかる数多の困難を乗り越え、ピカチュウとニャースを救う事は出来るのか。そして、アーロンは何故ルカリオを封じたのか。ミュウと「世界の始まりの樹」には何か関係が有るのか。冒険の先に待っていたのは、驚くべき真実だった…。

## 登場人物・キャスト

### レギュラーキャラクター
詳細は個別記事かアニメ版ポケットモンスターの登場人物を参照。
サトシ
声 - 松本梨香
本作のレギュラーキャラクター側の主人公。
アーロンと同じ波導を持ち、ルカリオは彼の波導を感じ取り現代に復活を遂げる。
ポケモンバトルではアーロンと同じ衣装で参戦。
タケシ
声 - うえだゆうじ
世界一のポケモンブリーダーを目指している。
舞踏会では牧師の衣装を着用。
ハルカ
声 - KAORI
本作の準主人公。トウカジムのジムリーダー・センリの娘であるポケモンコーディネーター。
舞踏会では貴族のドレスを着用。
マサト
声 - 山田ふしぎ
ハルカの弟。
舞踏会では貴族の衣装を着用。
一人でいたルカリオにチョコをあげた。
ムサシ
声 - 林原めぐみ
ロケット団の一員。
舞踏会では貴婦人の衣装を着用。
なお、彼女のみポケモンを逃がさずそのままはじまりの樹に取り込まれる。
コジロウ
声 - 三木眞一郎
ロケット団の一員。
舞踏会では執事の衣装を着用。
チリーンとバトルで先に出したサボネアを逃がした。
ニャース
声 - 犬山イヌコ
ロケット団の一員。2足歩行して人間の言葉を喋るポケモン。
舞踏会では兵士の衣装を着用。
ピカチュウと共にミュウに「はじまりの樹」に招待され、本作でも敵であるサトシ達とミュウの架け橋的な役割を果たしている。最後はムサシとコジロウと再会を喜び合うなどチームの絆を見せた。
サトシのポケモン
ピカチュウ
声 - 大谷育江
技：10まんボルト、アイアンテール
サトシの最初のポケモン。
バトルの前は道化師の衣装を着用。
ニャースと共にミュウに「はじまりの樹」に招待されるがサトシと離れ離れになってしまう。再会するもはじまりの樹によってサトシは飲み込まれ涙を流し、それを見たミュウの説得により今度こそサトシと再会を果たした。
ジュプトル

技：タネマシンガン
本作でもヘイガニとタッグを組み、サトシ達を守る。
サトシがはじまりの樹に飲み込まれた際は唯一涙をこらえ、復活した際はオオスバメと微笑みあった。
オオスバメ

ヘイガニ
声 - 小西克幸
技：バブルこうせん
本作でもジュプトルとタッグを組み、サトシ達を守る。サトシがはじまりの樹に飲み込まれた際は大泣きし、復活した際はピカチュウやゴマゾウと共にサトシに抱きついた。
ゴマゾウ

ハルカのポケモン
ゴンベ
声 - 佐藤智恵
本作でもマサトと絡むことが多く、ハルカ達が復活した際はマサトに抱きついた。
ゼニガメ
声 - 半場友恵
ワカシャモ
声 - 西村ちなみ

タケシのポケモン
ミズゴロウ

フォレトス

ムサシのポケモン
ソーナンス

コジロウのポケモン
サボネア

技：ミサイルばり
チリーン
声 - 吉原ナツキ

ナレーション
声 - 石塚運昇

### ゲストキャラクター
アーロン
声 - 山寺宏一（特別出演）
数百年前、女王リーンに仕えていた“波導使い”。
リーンからの命を受け、従者のポケモン・ルカリオと共に国を揺るがす争いを鎮めるため活躍し、現在では「波導の勇者」として人々に讃えられている。着けている手袋は「波導グローブ」というもので、波導を増幅する力を持つ。
伝説では「城を捨てて二度と戻る事は無い」と言っていたが、実は戦争を止めるため、そしてミュウとはじまりの樹を救うために自らの命を犠牲にし、波動をすべて使い果たしたのだった。この時、「できればもう一度、お前（ルカリオ）に会いたい。わが友よ…」と言い残し、そのまま息を絶えた。
EDではルカリオと一緒に旅をしているシーンがあり、チョコを食べている。
劇中では触れられていないが行動がやや無鉄砲であり、サトシを彷彿とさせる。
ゲーム『ポケットモンスター ダイヤモンド・パール』では彼によく似たキャラクター・ゲンが登場する。
キッド・サマーズ
声 - ベッキー（特別出演）
世界的に有名な女性冒険家。お嬢様育ちだが行動は大胆不敵で、危険な場面ほどワクワクする性格。
トレーナーとしての実力も高いようでポケモンバトルでは決勝戦まで勝ち進み、鎧騎士の姿でサトシと対戦。その後、ミュウをゲットすべく暗躍するも、ミュウがピカチュウとニャースを連れて消えてしまったため、サトシたちと共に始まりの樹へ向かう。
なお乗っていたジープは、漫画版ではレジロックによって大破されたが、映画では無事だった。
手持ちポケモン
マニューラ（2匹）
声 - 阪口大助、福島潤
技：れいとうビーム、シャドーボール、ふぶき
キッドのパートナーの2匹のマニューラ。
OPではトロピウスを倒して、決勝戦まで勝ち進みピカチュウと互角のバトルを繰り広げるも１０まんボルトで敗れた。
バトルになるとムキになる癖があり、キッドからは呆れられている。

アイリーン
声 - 菊池桃子（特別出演）
サトシたちが訪れた国の女王であり、オルドラン城の城主。
王としての威厳と優しさをあわせ持ち、国民からも愛されている。アーロンが仕えていた女王リーンの子孫。いつもマネネを連れている。リーンと顔が酷似しているため、ルカリオにリーンと間違えられる。
リーン
声 - 菊池桃子（特別出演）
数百年前、波導の勇者アーロンが仕えた女王。アイリーンの遠い先祖。
争いが続く世に平和が訪れることを願い、アーロンに争いを鎮めるよう命じる。
ジェニー
声 - 岡江久美子（特別出演）
女王アイリーンに仕える乳母。
若くして王国を背負うアイリーンをもり立て、時には良き相談相手にもなるオルドラン城のご意見番。
怒ると怖そうだが、自分の命に代えても女王を守ろうとする、とても頼りがいのある人物。
バンクス
声 - 青野武
キッドの執事。
ルームランナーでトレーニングをするなど、一般的な執事のイメージにはないことをしている。
フレディ
声 - 西野亮廣（キングコング）（特別出演）
あまりのイケメンぶりに、出会った女性は一目で夢中になる美青年。
舞踏会でハルカやムサシと踊ったがムサシには振り回されて目を回していた。
母親と娘
声 - 日髙のり子（母）
冒頭にて波導の勇者アーロンの童話を読んでいた親子。
なお、この親子は次作以降の映画にも度々ゲストとして登場している。

### ゲストポケモン
ルカリオ
声 - 浪川大輔
技：はどうだん、みきり、しんそく
本作のゲストポケモン側の主人公。劇場版シリーズで初めて目玉になった伝説・幻以外のポケモンである。
アーロンの弟子でアーロンと共に修行をした。波導の力により、目が見えなくても敵や周囲の障害物を感知することが出来る。
争いを鎮めるために戦うものの、自分と運命を共にしないようにしたアーロンにより封印をされ、それによりアーロンに自分が見捨てられたと誤解する。ピカチュウを探すためにサトシ達に協力をする。サトシとは最初は反りがあわず、衝突もしたが彼と行動するうちに打ち解け友情が芽生えていく。
終盤にて時間の花の力により、アーロンの幻影を目撃。数百年前にアーロンが自らの命を犠牲にして争いを止めたことを知る。そして自身もはじまりの樹の崩壊を防ぐために波動を全て使い果たし、アーロンの幻影を見たことで彼が最後まで自分の身を案じていてくれたことを知り、涙を流しながらアーロンのいた時代へ消えていった。
エンディングではアーロンの肖像画に彼の姿があり、アーロンと旅をしているシーンもある。
ミュウ
声 - こおろぎさとみ
技：テレポート、へんしん
はじまりの樹に生息する。無邪気でいたずら好きな性格で自身の住処には城から持ち出してきたおもちゃがたくさん置いてある。
城のポケモンバトルに勝利したサトシのピカチュウを気に入りエイパムに化けてサトシやハルカのポケモン達と一緒に遊ぶ。しかし、キッドのマニューラの襲撃を受けてピカチュウとニャースをはじまりの樹に連れ去ってしまう。はじまり樹に来た侵入者（人間）ははじまりの樹に対して毒性があるため、結晶体からプテラ、カブトプスなど（によく似たポケモン達）を繰り出して取り込もうとしている。はじまりの樹とミュウの命は同一であり、ミュウの体力が尽きるとはじまりの樹は崩壊する。
様々なポケモンに変身しており劇中ではプロローグではホウオウ、本編ではスバメ、ピチュー、キモリ、マネネ、エイパム、ピジョットの順番で変身した。漫画版ではマニューラ、トロピウスに変身した。
レジロック、レジアイス、レジスチル
声 - 宮下栄治、河本邦弘、梯篤司
技：はかいこうせん・あなをほる・かいりき（レジロックの技） / れいとうビーム（レジアイスの技） / はかいこうせん・でんげきは（レジスチルの技）
はじまりの樹を守るポケモン。
はじまりの樹とミュウの意思に従い行動する。特技はそれぞれ、レジロックは力技と回転による地中からの登場、レジアイスは素早い動きと冷凍攻撃、レジスチルは重い体重と両手から発する電撃。
侵入者であるサトシ達を襲撃するが最終的にはミュウ自身がサトシ達を敵ではないと判断したため撤退した。
マネネ
声 - 伊東みやこ
技：ものまね
アイリーンのポケモン。ものまねが得意。
ウソハチ
声 - 梶原雄太（キングコング）（特別出演）
技：うそなき
タケシたちの食べ物を盗んでタケシに怒られて嘘泣きをすると言うかわいい一面もある盆栽ポケモン。その後は成り行きでサトシ達に同行。
EDではミュウと共にはじまりの樹に残るようになる。
なお、漫画版では過去にルカリオとアーロンが出会った経験が描かれていたが、映画版ではそのような経験は描かれていない。
ヘルガー
声 - 坂口候一
冒頭の波動の勇者の童話の戦争に登場したポケモンの一体。ルカリオの目を封じるも、波動が使えるルカリオには通じなかった。
なお、ヘルガー以外にもリザードンやニドキング、イワークなどが登場している。
キノガッサ
OPでピカチュウとバトルし、ワザさえも出さずに惨敗。
トロピウス
技：ソーラービーム
マニューラとバトル。ソーラービームを仕掛けるもシャドーボール一撃で敗れる。
漫画版ではミュウが変身し、サトシ達をオルドラン城まで送り届けた。
ムウマ
技：しんぴのまもり
キュウコンの炎技をしんぴのまもりで防御し、その爆風で砂煙を巻き起こした。
キュウコン
技：ほのおのうず
ムウマと対戦。ほのおのうずで攻撃する。
サワムラー
相性では有利なはずなのに、ボスゴドラに破れる。
ボスゴドラ
本来相性不利なサワムラーに勝利。また、冒頭の戦争にも多数登場している。

## スタッフ
- 原案 - 田尻智、増田順一、杉森建
- アニメーション監修 - 小田部羊一
- エグゼクティブプロデューサー - 久保雅一、鶴宏明
- プロデューサー - 吉川兆二、松追由香子、岡本順哉、盛武源
- アニメーションプロデューサー - 奥野敏聡、神田修吉
- TVリレーションシップス - 岩田圭介、松山進
- アシスタントプロデューサー - 島村優子、福田剛士、山本愼仁
- デスク - 高梨志帆、石橋里奈
- 脚本 - 園田英樹
- 絵コンテ - 湯山邦彦、木村哲、増井壮一、浅田裕二、宮尾佳和
- 演出 - 浅田裕二、吉川博明、鎌倉由実、渡辺正彦、飯島正勝、高橋ナオヒト
- タイトル演出 - 宮尾佳和
- 演出助手 - 徳本善信
- キャラクターデザイン - 毛利和昭、松原徳弘、一石小百合
- デザインワークス - 永井健一、コレサワシゲユキ、ゴトウマサユキ、原田みどり、宮尾佳和、佐藤和巳、久高司郎、井ノ上ユウ子
- 総作画監督 - 毛利和昭
- 総作画監督補 - 松原徳弘、佐藤和巳、田口広一
- 作画監督 - 井ノ上ユウ子、相澤昌弘、池平千里、松本卓也、志村隆行、高橋美香、君塚勝教、夏目久仁彦、玉川明洋
- 動画チェック - 榎本冨士香、室岡辰一、笠間陽子、齋藤友希
- 色彩設計 - 佐藤美由紀、吉野記通
- 色指定 - 上村貴子、上田みず恵
- 検査 - 伊藤良樹、伊藤敦子、奥井恵美子、水巻みゆき、川崎亜矢、塚田真由美、中川裕美
- 特殊効果 - 太田憲之
- プロダクションマネージャー - 大竹研二
- 美術監修 - 金村勝義
- 美術監督 - 武藤正敏
- デジタルワークス - 高尾克己
- 撮影監督 - 水谷貴哉
- CGI監督 - 佐藤誠
- CGIプロデューサー - 坂美佐子
- 編集 - 辺見俊夫
- 編集助手 - ジェイ・フィルム、今井大介、後田良樹
- 現像 - イマジカ
- 音楽 - 宮崎慎二
- 音楽プロデューサー - 篠原一雄、斎藤裕二
- 音響監督 - 三間雅文
- 音響プロデューサー - 南沢道義、西名武
- 制作担当 - 小板橋司
- 制作デスク - 亀井康輝
- 制作進行 - 小磯哲也、大杉善信、近藤琢磨、藤井安晶、内田晴香、栗原美果
- 製作 - 亀井修、陣内弘之、富山幹太郎、芳原世幸、井澤昌平、原口宰、八木正男
- アソシエイトプロデューサー - 川原章三、中尾哲郎、山内克仁、伊藤憲二郎、山下善久、今井茂人、紀伊高明
- 制作 - 小学館プロダクション
- アニメーション制作 - O.L.M Team Koitabashi
- 監督 - 湯山邦彦
- 製作 - ピカチュウプロジェクト（The Pokémon Company、小学館、テレビ東京、メディアファクトリー、トミー、ジェイアール東日本企画、O.L.M、小学館プロダクション）

## 主題歌
オープニングテーマ「バトルフロンティア（映画バージョン）」
作詞・作曲 - Rie / 編曲 - 高梨康治 / 歌 - 髙屋亜希那
AGシリーズの映画の中で唯一劇場用OPテーマが使用された。
エンディングテーマ「はじまりのうた」
作詞 - PUFFY / 作曲・編曲 - Andy Sturmer / 歌 - PUFFY（Licensed by Ki/oon Records Inc.）
2005年「ポケモンぬりえ&イラストコンテスト」テーマ曲「ポケモンかぞえうた」
作詞 - 戸田昭吾 / 作曲・編曲 - たなかひろかず / 歌 - 金沢明子
テレビシリーズでも6代目EDテーマとして第134話から第148話まで使用された。

## その他
スマトラ島沖地震及び津波被災地に対する支援
ピカチュウプロジェクト（劇場版ポケットモンスター製作委員会）は、日本赤十字社を通じて映画「ミュウと波導の勇者ルカリオ」の収益の一部を、スマトラ島沖地震及び津波によるインド洋沿岸地域の被害に対する復興救援として、526万4964円を寄付することを決定した。

## 映像ソフト化
- 本編のDVDとビデオは、2005年12月22日に発売された。本作は、劇場版ポケットモンスターシリーズとしては最後のVHSビデオ版発売作品となった。
- 映画10周年を記念して発売された「劇場版ポケットモンスター PIKACHU THE MOVIE BOX 2003-2006」に収録されている。

## コミカライズ
『月刊コロコロコミック』に漫画版が掲載された。作画は伊原しげかつ。

## 受賞歴
- 第23回ゴールデングロス賞 日本映画部門 優秀銀賞[2]